# NGC 7478
NGC 7478 est une galaxie spirale éloignée et située dans la constellation des Poissons. Sa vitesse par rapport au fond diffus cosmologique est de 13 668 ± 26 km/s, ce qui correspond à une distance de Hubble de 201,6 ± 14,1 Mpc (∼658 millions d'al). NGC 7478 a été découverte par l'astronome allemand Albert Marth en 1864.
L'image obtenue des données du relevé SDSS montre assez clairement la présence d'une barre traversant le noyau de cette galaxie. Elle devrait donc être classifiée comme une galaxie spirale barrée, mais aucune des sources consultées ne le mentionne.